# Tư bản nông nghiệp

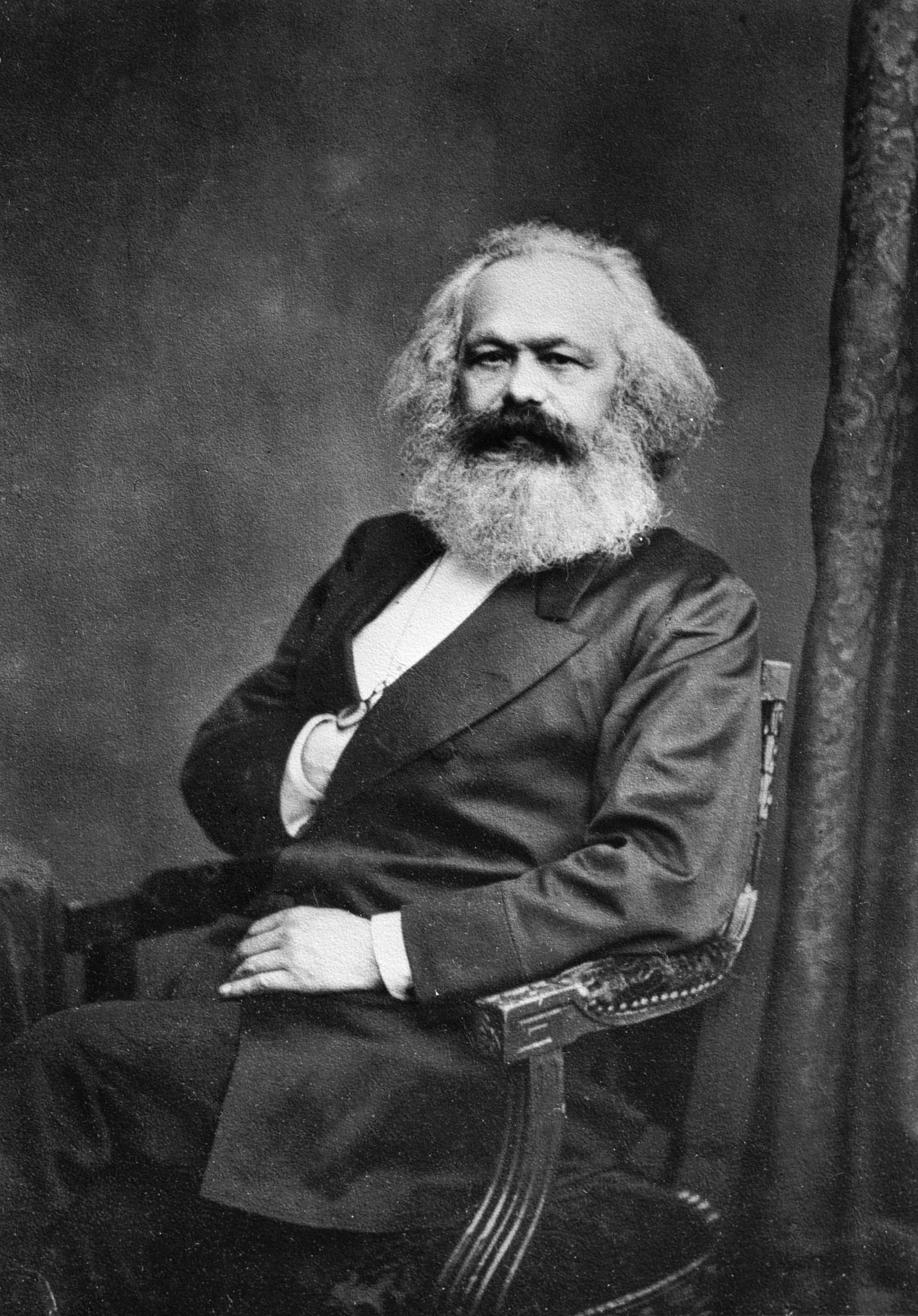
Karl Marx

Trong kinh tế chính trị Marx-Lenin, tư bản nông nghiệp là tư bản kinh doanh nông nghiệp và sản xuất giá trị thặng dư thông qua việc bóc lột công nhân làm thuê trong lĩnh vực nông nghiệp (công nhân nông nghiệp) với hình thức thường thấy là địa tô tư bản chủ nghĩa.
Đặc điểm nổi bật của quan hệ sản xuất tư bản chủ nghĩa trong nông nghiệp là chế độ độc quyền sở hữu ruộng đất và độc quyền kinh doanh ruộng đất. Cả hai loại độc quyền ruộng đất đã ngăn cản tự do cạnh tranh trong nông nghiệp. Trong nông nghiệp, quan hệ sản xuất tư bản chủ nghĩa được hình thành chủ yếu theo hai con đường:
- Thông qua cải cách, dần dần chuyển kinh tế địa chủ phong kiến sang kinh doanh theo phương thức tư bản chủ nghĩa (như ở Đức, Ý Đại Lợi, Nga, Nhật Bản...).
- Thông qua cách mạng dân chủ tư sản, xoá bỏ kinh tế địa chủ phong kiến, phát triển kinh tế tư bản chủ nghĩa (như ở Anh, Mỹ, Pháp...).

Về quan hệ xã hội đối với ruộng đất trong chủ nghĩa tư bản bao gồm ba giai cấp: địa chủ (độc quyền sở hữu ruộng đất), tư bản kinh doanh nông nghiệp (độc quyền kinh doanh ruộng đất) và giai cấp công nhân nông nghiệp.